# Grezhausen
Grezhausen ist ein Dorf im Landkreis Breisgau-Hochschwarzwald, in der Gemarkung Oberrimsingen. Bis zur Eingemeindung in die Gemeinde Oberrimsingen am 1. April 1936 war es eine selbständige Gemeinde. Seitdem Oberrimsingen seinerseits am 1. Januar 1975 in die Stadt Breisach am Rhein eingemeindet wurde, bildet es zusammen mit Oberrimsingen den Stadtteil Oberrimsingen, den entsprechenden Wohnbezirk und die entsprechende Ortschaft.

## Geographische Lage
Grezhausen liegt zwischen der Südspitze des Tunibergs und dem Rhein auf beiden Seiten der Möhlin. Es befindet sich 1,5 Kilometer südwestlich von Oberrimsingen und 8 Kilometer südsüdöstlich von Breisach am Rhein.

## Geschichte
Seit 1147 ist Grezhausen durch eine päpstliche Bulle urkundlich belegt. Der Hof zu Greteshusen war damals zum Priorat St. Ulrich gehörig. Von 1245 bis 1805 lag die Grundherrschaft beim Kloster Günterstal. Der Hof wurde 1506 in die vier Höfe St. Agatha, St. Bernhard, St. Gallus und St. Nikolaus aufgeteilt, die 1816 an die jeweiligen Pächter verkauft wurden.
Im Jahr 1818 wurde Grezhausen eine selbständige Gemeinde. Nachdem der Ort im Verlaufe des 19. Jahrhunderts erweitert wurde, wurde er gegen den Widerstand Grezhausens und seines Bürgermeisters Josef Oberer am 1. April 1936 in das benachbarte Oberrimsingen eingemeindet. Unter der Führung Oberers wurde am 6. Oktober 1946 beim Badischen Ministerium des Innern eine Rückgemeindung beantragt, die aber abgelehnt wurde. Seit dem 1. Januar 1975 gehört Grezhausen schließlich zusammen mit Oberrimsingen zu Breisach am Rhein.

## Bauwerke

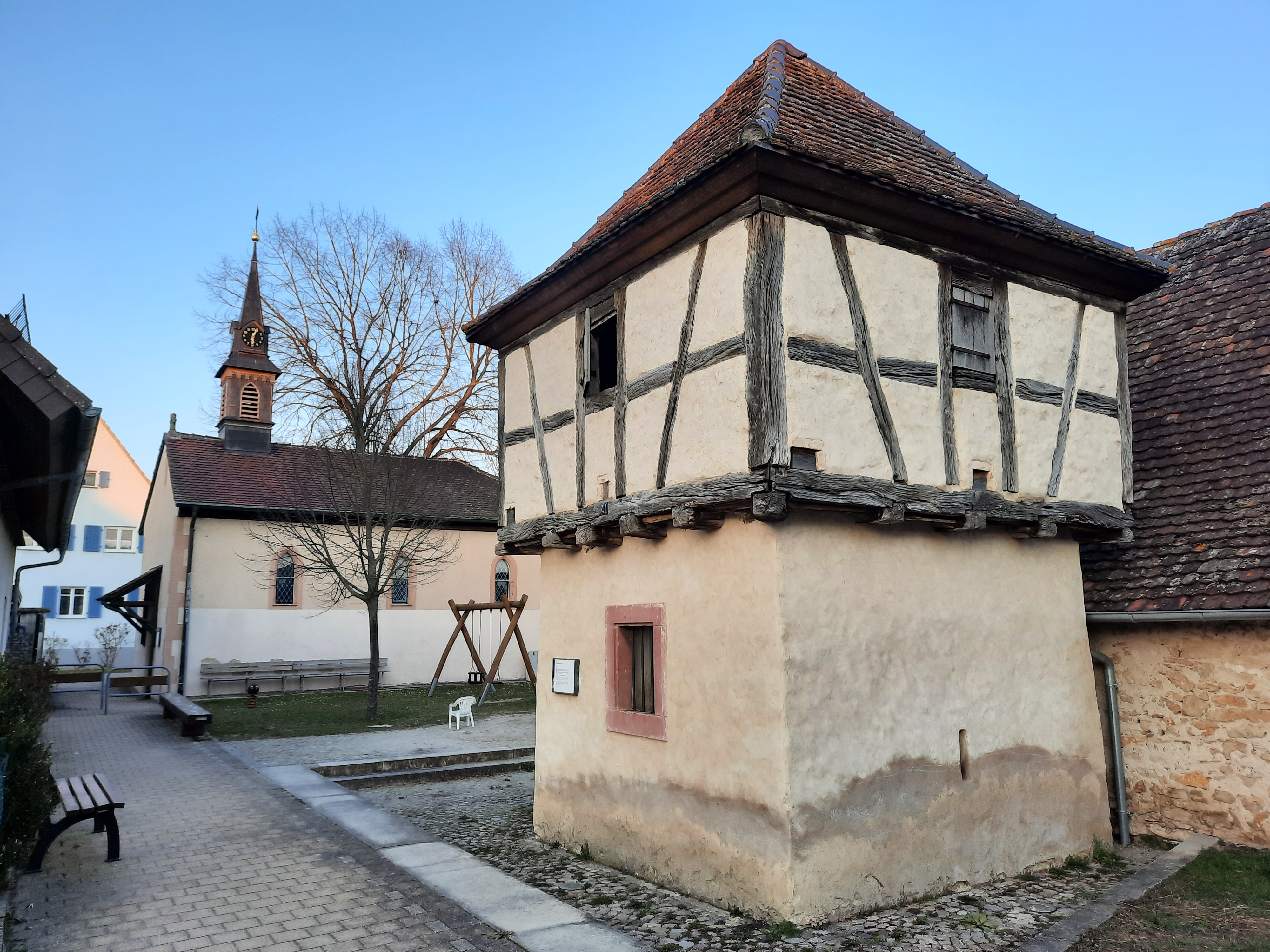
Kapelle St. Bernhard und Taubenturm

- Die Kapelle St. Bernhard, im Jahr 1503 geweiht und im 18. Jahrhundert erneuert.
- Der Taubenturm aus dem Jahr 1754, der sowohl der Taubenhaltung als auch als Ortsarrest diente.